# Cosas de papá y mamá
Cosas de papá y mamá es una obra de teatro de Alfonso Paso, estrenada el 8 de abril de 1960 en el Teatro Infanta Isabel de Madrid.

## Argumento
Comedia de enredos familiares en la que Leandro y Elena, ambos maduros, viudos e hipocondriacos, se enamoran con la firme oposición de sus respectivos hijos Julio y Luisa que, a su vez, trabajan juntos.

## Representaciones destacadas
- Teatro (Estreno, 1960). Dirección: Arturo Serrano. Intérpretes: Isabel Garcés, Manuel Dicenta, Julia Gutiérrez Caba, Fernando Nogueras, Ricardo Lucía, Ana María Ventura, Emilio Gutiérrez.
- Teatro (Madrid, 1965). Intérpretes: Adrián Ortega, Maruja Boldoba, Alfonso Goda.
- Televisión (en el espacio de Televisión española, Estudio 1, 13 de abril de 1966. Intérpretes: Valeriano Andrés, Luisa Sala, Ana María Vidal, Ricardo Garrido, José María Escuer, Terele Pávez.
- Cine Prohibido enamorarse (José Antonio Nieves Conde, 1961). Intérpretes: Isabel Garcés, Ángel Garasa, Rafael Alcántara, Rafael Bardem, Irán Eory.
- Cine El abuelo tiene un plan (Pedro Lazaga, 1973). Intérpretes: Paco Martínez Soria, Isabel Garcés, José Sacristán, Elvira Quintillá.
- Teatro (Teatro Infanta Beatriz, Madrid, 1978). Intérpretes: Rafael Alonso, Mari Carmen Prendes, Ángel González, Almudena Coto, Enrique Ciurana.
- Televisión (en el espacio de Televisión española, Estudio 1, 1980. Intérpretes: Ángel Picazo, Marisa de Leza, Kiti Manver, José María Guillén, Javier Loyola, Mercedes Espinosa, Pilar Hernán.
- Teatro (Teatro Larco, Perú,1986). Dirección: Leonardo Torres Descalzi. Intérpretes: Lola Vilar, Leonardo Torres Descalzi, José Luis Ruiz, Fiorella Rodríguez.
- Teatro (Teatro Lara, Madrid, 1987).Dirección: Manuel Canseco. Intérpretes: Rafael Alonso, Julia Trujillo, Juan Meseguer, Blanca Apilánez, Trini Alonso.
- Teatro (Teatro Arlequín, Madrid, 2016). Dirección: José Manuel Pardo. Intérpretes: María Luisa Merlo, Marta Valverde, Naím  Thomas, Alberto Delgado y Juan Messeguer.
- Teatro (Teatro Royal Pedregal,México, 2018). Dirección: Pedro Ortiz de Pinedo. Intérpretes: Susana Alexander, Jorge Ortiz de Pinedo, Daniela Luján y Ricardo Margaleff.